# Ken Laszlo
Ken Laszlo (* 18. Juli 1954 in Florenz als Gianni Coraini) ist ein Popsänger, der Mitte der 1980er Jahre, während der Italo-Disco-Welle, erfolgreich wurde. Er veröffentlichte auch Singles unter den Pseudonymen Ric Fellini, DJ NRG und Ricky Maltese.

## Karriere
Gianni Coraini zeigte schon als kleiner Junge sein musikalisches Talent. Er lernte Flöte und studierte an der Academy of Music. Mit fünfzehn Jahren trat er in Diskotheken und Clubs auf. Der erste große Erfolg wurde 1984 der Titel Hey Hey Guy. Es folgten weitere Italo-Disco-Hits, wie z. B. 1985 Tonight und 1986 Don’t Cry, die nicht nur in Europa, sondern auch in Asien und in Venezuela gefragt waren. Ken Laszlo verkaufte über eine Million Tonträger.

## Diskografie

### Alben
- 1987: Ken Laszlo
- 1990: Golden Hit Vol. One
- 1998: Dr Ken & Mr Laszlo
- 2000: Album 2000
- 2004: Silver Star
- 2007: Future Is Now

### Singles und EPs
- 1984: Hey Hey Guy
- 1985: Tonight
- 1986: Don’t Cry
- 1987: Glasses Man
- 1987: 1. 2. 3. 4. 5. 6. 7. 8
- 1988: Red Man / Black Pearl
- 1989: Everybody Is Dancing
- 1989: Madame / Let Me Try
- 1989: Hey Hey Guy for Tonight (& Innocents)
- 1991: Sha La La
- 1991: Happy Song
- 1992: Baby Call Me
- 1992: Mary Ann
- 1994: Everytime
- 1996: Whatever Love
- 1997: Laura no está (Laura non c’é) (als Ken)
- 1998: Ken Laszlo E. P.
- 1999: E-mail Box / Tonight 2000
- 2000: Maybe a Lonely Night (Ken Laszlo meets Morgana)
- 2000: One Small Day / All Night Long (Ken Laszlo meets Kate Project / Bandido)
- 2003: Inside My Music
- 2003: Tonight 2003 (Romazz feat. Ken Laszlo)
- 2003: What a Lonely Night
- 2007: Whatever Love (Duet with Jenny)
- 2007: Future Is Now
- 2008: Tonight 2000 (3 MP3-Files)
- 2009: Dancing Together
- 2013: S. O. S.
- 2013: Monalisa (vs. Alex Cundari)
- 2016: Let’s Dance
- 2017: Fire and Ice
- 2018: Old Boy
- 2018: Forever Young
- 2020: Stranger
- 2021: Rock Me Now or Never
- 2021: Leather Man
- 2022: Time of My Life